# Cátedra Slade de Bellas Artes
La Slade Professorship of Fine Art –en español: cátedra Slade de Bellas Artes– es la cátedra de Bellas Artes de mayor antigüedad de las universidades de Cambridge, Oxford (All Souls College) and London. Esta última incorpora también a la Slade School of Fine Art. La cátedra fue establecida en 1869 en las tres instituciones a la vez de acuerdo con el legado del filántropo y coleccionista de arte, Felix Slade.
Los primeros catedráticos Slade fueron el crítico de arte John Ruskin (Oxford), el arquitecto Matthew Digby Wyatt (Cambridge) y el pintor Edward Poynter (University College, London), futuro presidente de la Royal Academy.